# Girolamo da Corleone

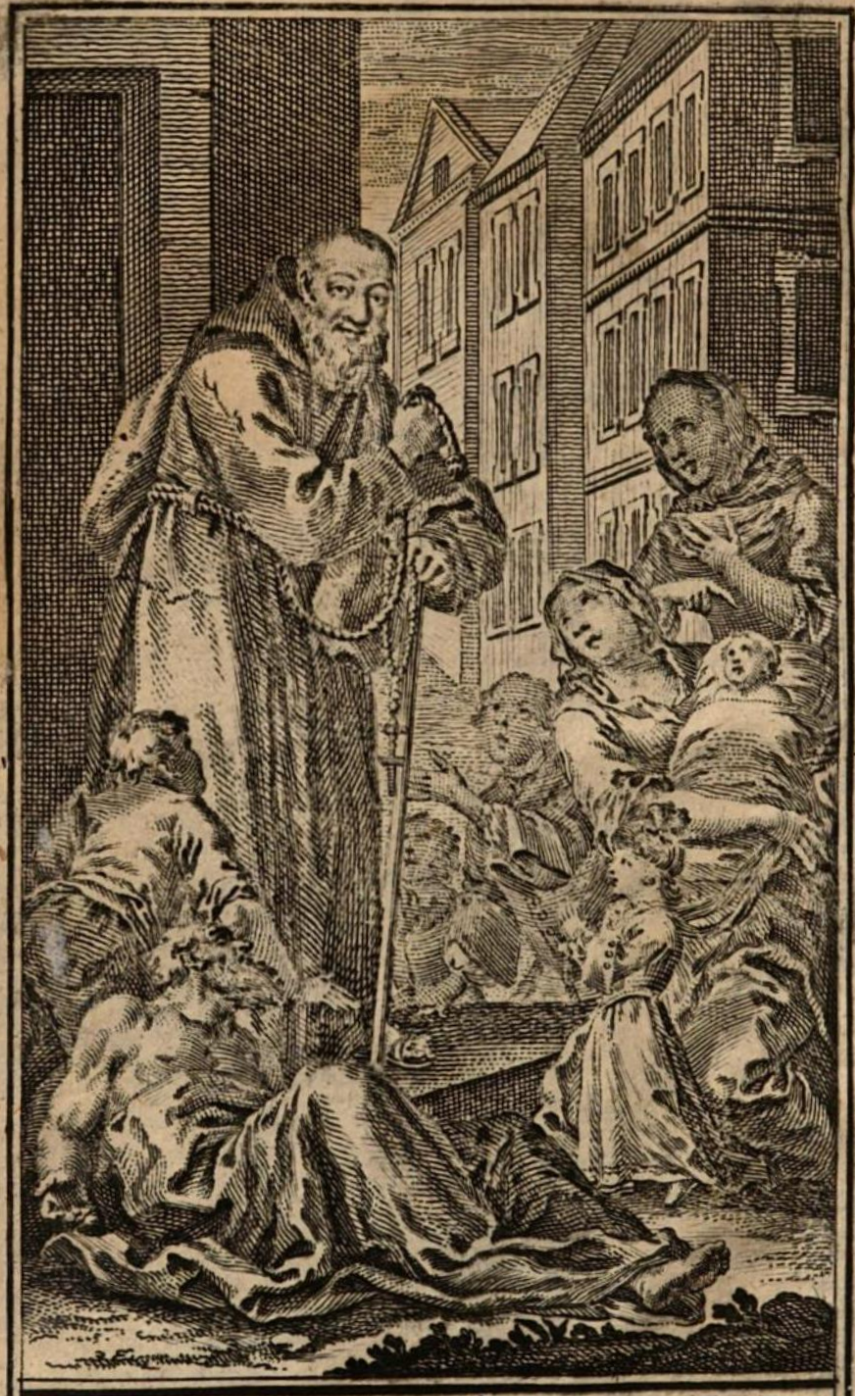
Girolamo da Corleone (Georg Siegmund Rösch nach Weydel)

Girolamo da Corleone oder Girolamo da Corlione, deutsch Hieronymus von Corleone, Hieronymus von Corlione, auch Hieronymus a Corleone; geboren als Francesco Trombatore, latinisiert Franciscus Trombator, deutsch Franz Trombator (* 22. Dezember 1639 in Corleone, Sizilien; † 7. Januar 1717), war ein Laien-Kapuzinerbruder.
Der Kapuzinerpater Emmerich Däger übersetzte seine umfangreiche Vita Mitte des 18. Jahrhunderts auf Auftrag des Kapuziner-Generalministers Sigismund von Ferrara ins Deutsche. Als tituliertem Diener Gottes wurde ihm im christlichen Sprachgebrauch eine besondere Anerkennung zuteil, bedeutet aber noch nicht, dass bereits einen Seligsprechungsprozess über seine Person eröffnet worden ist.

## Biographie
Girolamo wurde am 22. Dezember 1639 als Francesco Trombator, Sohn des Antonio Trombaturi und seiner Frau Vincentia in Corleone bei Palermo geboren. Corleone bedeutet auf Deutsch Löwenherz. Seine Eltern sollen arm und gottesfürchtig gewesen sein. Seine Mutter starb vier Monate nach seiner Geburt. Sein Vater heiratete ein zweites Mal, starb aber selbst drei Jahre später. Er wuchs als Waise bei seiner Stiefmutter auf, war aber seit dem Alter von acht Jahren praktisch sich selbst überlassen. Von der Gattin des Fürsten von Belmont, die sich mit ihm einmal in Corleone befand und Armen gut gesinnt war, wurde er bei einem „Kinderspiele auf der Straße“ entdeckt und durch einen Hofdiener zu sich gerufen, „um sein Gemüth zu erforschen, und dann mit einem Almosen ihn wieder zu entlassen“. Sie nahm ihn mit zu sich nach Palermo, wo sie ihn „in den Haupt- und Grundlehren des katholischen Glaubens“, notwendigen Schulkenntnissen „vor allem aber in der Gottesfurcht“ unterrichten ließ.
Nach drei Jahren verließ er den Palast und lebte als Einsiedler am Monte Pellegrino, wo nach der Legende die heilige Rosa in einer Einsiedelei gelebt hat. Seine Mahlzeit wollte er wie die heiligen „Waldväter“ Antonius, Paulus und Pachomius anrichten, doch der Geschmack der Kräuter wär ihm zu bitter. Ihn sei dann nach eigener Schilderung gegenüber seinem Beichtvater, auf der Hälfte des Berges der heilige Joseph mit einem ‚Knäblein‘ an der Hand begegnet. Josef versicherte ihm Gottes Gunst und empfahl Girolamo umzukehren. Seine Flucht vom Palast sei auch gar nicht aufgefallen, da sein ‚Schutzgeist ... in Gestalt eines Hofdieners‘ Girolamos Aufgaben getan habe. Da beschloss er wirklich umzukehren. Vom Hunger geschwächt, aber von einem halben Brot aus dem Tragkörblein des Knäbleins beflügelt, kehrte er zum Palast zurück und verabschiedete sich von seiner Begleitschaft in Gestalt des hl. Josefs und des Knaben. Gnädig wurde er wieder empfangen und seine ‚Andacht, Einsamkeit, Nüchternheit und Mäßigkeit‘ setzten sich fort, wie sich auch die Liebe des Fürstenpaares, der Hofdiener und der Höflinge zu ihm fortsetzte. Mit der Zeit aber misstraute er diesen ‚Schmeicheleien und Liebkosungen‘. Auch aus Gewissenssorgen ob seines bequemen Lebens am Hof verließ er den Palast schließlich mit 18 Jahren, verabschiedete sich von der Fürstin untertänigst.
Mit dem Vorsatz Handwerker werden zu wollen ‚eilte er‘ vier Meilen nach Monreale, wo er, nachdem ‚kein einziger Meister jener Stadt seiner Dienste bedurfte‘, von Alphons Ludwig de los Cameros, dem Erzbischof von Monreale, wohlwollend in Dienst genommen. Auf eigenen Wunsch arbeitete er als ‚Unterkoch oder Küchengehülfe‘. Weiterhin betete er ‚jeden freien Augenblick‘, sein Ruf eines ‚englischen Menschen‘ noch im Palermo steigerte sich in Monreale zu einem ‚Engel in Menschengestalt‘.
Mit 22 Jahren, nach vier Jahren im Dienst des Erzbischofs von Monreale verabschiedete er sich aus Monreale, seine Kleidung aus Lumpen wurde verspottet, verhöhnt und verschmäht. Eine ‚höllische Schlange‘ habe ihm eingeflüstert, dass er vom Erzbischof verstoßen worden sei. Sein Glaube in seine Lebensweise auf diesem Weg wurde dadurch nur gestärkt, wenn auch auf den Straßen, ‚wo man ihm die Töchter anwerben wollte, ... mit lauter Stimme schreiend und kirrend‘. Der Erzbischof, der diese Aufregung mitbekommen hatte, ließ ihn wieder zu sich rufen. Girolamo bat vor einem Prälaten, der sich der Sache annahm, um Gnade und darum in ‚irgendeines heiligen Ordensstandes‘ geleitet zu werden. Diese Bitte wurde ihm erfüllt, und er wurde mit einem Schreiben zu einem Kanoniker der Hauptkirche in Palermo. Der Kanoniker aus dem Paulanerorden empfahl ihm das Paulanerkloster in Victoria. Darin trat er ein, aber gleich fiel ihn ein Hund an und biss ihm in den Schenkel, ‚daß man alle Zähne des Hundes daran zählen konnte‘. Girolamo kehrte nach Monreale zum Erzbischof zurück.
Schließlich wurde er Novize in einem Kapuzinerkloster in Sciacca. Am 1. Oktober 1662 erhielt er in Sciacca das Habit und den Ordensnamen Girolamo.

## Hagiografien
Schon wenige Jahre nach seinem Tod erschienen hagiografische Werke über seine Leben, seine religiösen Ansichten und über Erscheinungen und Wunder, die sich nach seinem Tod ereignet haben sollen. Die erste Hagiografie schrieb Angelus Maria Salzedo, dessen Manuskript – laut Angaben in der deutschen Übersetzung des Buchs durch Emmerich Däger – auf der Fahrt von Palermo nach Mailand in die Hände von Seeräubern fiel, auf einen Trödelmarkt in Tunis gelangte, dort von einem Genueser gekauft und den Kapuzinern zurückerstattet wurde. Diese deutsche Übersetzung von Salzedos Vita del servo di Dio F. Girolamo da Corleone (1751) des Kapuziners Emmerich Däger erschien 1753 unter dem Titel Das Wundervolle Leben des gottseeligen Diener Gottes F. Hieronymi von Corlione, Capuciner-Leyen aus der Provinz Palermo … im Verlag Johan Jacob Bötter in München, mit einer zweiten Auflage im folgenden Jahr. Eine weitere umfangreiche hagiografische Lebensbeschreibung erschien 1757 unter dem Titel Vita del servo di Dio F. Girolamo da Corleone bei Tervernin in Venedig.
1761 publizierte Giuseppe Mazzuchelli in Mailand die Vita del servo di Dio fr. Girolamo da Corlione: professo religioso laico de' FF. Minori di S. Francesco cappuccini von Giovanni Battista da Milano, ebenfalls vom Orden der Kapuziner.

## Ikonografie
Porträts, die zu seinen Lebzeiten entstanden sind, existieren nicht. Allerdings gibt es von ihm ein Gemälde als auch Stiche z. B. als Frontispiz in den zeitgenössischen Biografien, in denen er im Habit der Kapuziner, oft mit einem Bettelsack und in Gesellschaft von Kindern dargestellt wird.

## Denkmal, Ehrungen
Seine sterblichen Überreste sind am Fuße eines dem Palastbesitzer Marquis Forcella gewidmeten neoklassizistischen Denkmals in der Kapuzinergruft der Klosterkirche Santa Maria della Pace bestattet. Unmittelbar neben dem Denkmal befindet sich die Urne mit den Gebeinen („... l'urna con le ossa ...“) von Bernardo da Corleone.
In Corleone gibt es die Via Fra Girolamo da Corleone.